# Lista över fornlämningar i Nykvarns kommun
Lista över fornlämningar i Nykvarns kommun är en förteckning av ett urval av de fornlämningar som finns i Nykvarns kommun.

## Södertälje
| Namn            | Lämningstyp  | Tillkomsttid | Historisk indelning      | Plats | Läge                 | ID-nr          | Bild                                 |
| --------------- | ------------ | ------------ | ------------------------ | ----- | -------------------- | -------------- | ------------------------------------ |
| Södertälje 15:1 | Gravfält     |              | Södertälje, Södermanland |       | 59.201630, 17.557339 | 10009800150001 | Ladda upp en bild av detta fornminne |
| Södertälje 16:1 | Gravfält     |              | Södertälje, Södermanland |       | 59.201850, 17.554191 | 10009800160001 | Ladda upp en bild av detta fornminne |
| Södertälje 75:1 | Gravfält     |              | Södertälje, Södermanland |       | 59.201806, 17.547695 | 10009800750001 | Ladda upp en bild av detta fornminne |
| Södertälje 77:1 | Gravfält     |              | Södertälje, Södermanland |       | 59.180574, 17.538088 | 10009800770001 | Ladda upp en bild av detta fornminne |
| Södertälje 92:1 | Stensättning |              | Södertälje, Södermanland |       | 59.202182, 17.556868 | 10009800920001 | Ladda upp en bild av detta fornminne |

## Taxinge
| Namn                        | Lämningstyp         | Tillkomsttid | Historisk indelning   | Plats | Läge                 | ID-nr          | Bild                                 |
| --------------------------- | ------------------- | ------------ | --------------------- | ----- | -------------------- | -------------- | ------------------------------------ |
| Taxinge 1:1                 | Gravfält            |              | Taxinge, Södermanland |       | 59.232193, 17.304911 | 10009900010001 | Ladda upp en bild av detta fornminne |
| Taxinge 2:1                 | Gravfält            |              | Taxinge, Södermanland |       | 59.235104, 17.303888 | 10009900020001 | Ladda upp en bild av detta fornminne |
| Spökeksbacken (Taxinge 3:1) | Gravfält            |              | Taxinge, Södermanland |       | 59.233096, 17.303273 | 10009900030001 | Ladda upp en bild av detta fornminne |
| Taxinge 4:1                 | Hög                 |              | Taxinge, Södermanland |       | 59.234749, 17.302547 | 10009900040001 | Ladda upp en bild av detta fornminne |
| Taxinge 4:2                 | Hög                 |              | Taxinge, Södermanland |       | 59.234640, 17.303060 | 10009900040002 | Ladda upp en bild av detta fornminne |
| Taxinge 5:1                 | Gravfält            |              | Taxinge, Södermanland |       | 59.234389, 17.302840 | 10009900050001 | Ladda upp en bild av detta fornminne |
| Taxinge 6:1                 | Fornborg            |              | Taxinge, Södermanland |       | 59.225512, 17.314633 | 10009900060001 | Ladda upp en bild av detta fornminne |
| Taxinge 7:1                 | Gravfält            |              | Taxinge, Södermanland |       | 59.237969, 17.312101 | 10009900070001 | Ladda upp en bild av detta fornminne |
| Taxinge 8:1                 | Stensättning        |              | Taxinge, Södermanland |       | 59.239107, 17.313651 | 10009900080001 | Ladda upp en bild av detta fornminne |
| Taxinge 10:1                | Gravfält            |              | Taxinge, Södermanland |       | 59.242270, 17.311400 | 10009900100001 | Ladda upp en bild av detta fornminne |
| Taxinge 11:1                | Gravfält            |              | Taxinge, Södermanland |       | 59.242519, 17.309778 | 10009900110001 | Ladda upp en bild av detta fornminne |
| Taxinge 12:1                | Gravfält            |              | Taxinge, Södermanland |       | 59.243322, 17.308740 | 10009900120001 | Ladda upp en bild av detta fornminne |
| Taxinge 13:1                | Stensättning        |              | Taxinge, Södermanland |       | 59.234588, 17.310682 | 10009900130001 | Ladda upp en bild av detta fornminne |
| Taxinge 14:1                | Gravfält            |              | Taxinge, Södermanland |       | 59.231994, 17.313576 | 10009900140001 | Ladda upp en bild av detta fornminne |
| Taxinge 15:1                | Stensättning        |              | Taxinge, Södermanland |       | 59.228676, 17.267781 | 10009900150001 | Ladda upp en bild av detta fornminne |
| Taxinge 15:2                | Stensättning        |              | Taxinge, Södermanland |       | 59.228510, 17.267872 | 10009900150002 | Ladda upp en bild av detta fornminne |
| Taxinge 15:3                | Stensättning        |              | Taxinge, Södermanland |       | 59.228391, 17.267891 | 10009900150003 | Ladda upp en bild av detta fornminne |
| Taxinge 17:1                | Stensättning        |              | Taxinge, Södermanland |       | 59.213593, 17.263742 | 10009900170001 | Ladda upp en bild av detta fornminne |
| Taxinge 20:1                | Stensättning        |              | Taxinge, Södermanland |       | 59.207026, 17.259835 | 10009900200001 | Ladda upp en bild av detta fornminne |
| Taxinge 20:2                | Stensättning        |              | Taxinge, Södermanland |       | 59.207128, 17.260052 | 10009900200002 | Ladda upp en bild av detta fornminne |
| Slottsberget (Taxinge 22:1) | Fornborg            |              | Taxinge, Södermanland |       | 59.178331, 17.285509 | 10009900220001 | Ladda upp en bild av detta fornminne |
| Brolöt (Taxinge 58)         | Lägenhetsbebyggelse |              | Taxinge, Södermanland |       | 59.196987, 17.320351 | 12000000135226 | Ladda upp en bild av detta fornminne |

## Turinge
| Namn                          | Lämningstyp             | Tillkomsttid | Historisk indelning   | Plats         | Läge                 | ID-nr          | Bild                                      |
| ----------------------------- | ----------------------- | ------------ | --------------------- | ------------- | -------------------- | -------------- | ----------------------------------------- |
| Turinge 1:1                   | Gravfält                |              | Turinge, Södermanland |               | 59.179793, 17.456800 | 10010100010001 | Ladda upp en bild av detta fornminne      |
| Turinge 2:1                   | Hög                     |              | Turinge, Södermanland |               | 59.176917, 17.461220 | 10010100020001 | Ladda upp en bild av detta fornminne      |
| Turinge 2:2                   | Hög                     |              | Turinge, Södermanland |               | 59.177143, 17.461126 | 10010100020002 | Ladda upp en bild av detta fornminne      |
| Turinge 2:3                   | Hög                     |              | Turinge, Södermanland |               | 59.177314, 17.461098 | 10010100020003 | Ladda upp en bild av detta fornminne      |
| Turinge 4:1                   | Gravfält                |              | Turinge, Södermanland |               | 59.181635, 17.469001 | 10010100040001 | Ladda upp en bild av detta fornminne      |
| Turinge 6:1                   | Gravfält                |              | Turinge, Södermanland |               | 59.176298, 17.451546 | 10010100060001 | Ladda upp en bild av detta fornminne      |
| Turinge 7:1                   | Gravfält                |              | Turinge, Södermanland |               | 59.179587, 17.463165 | 10010100070001 | Ladda upp en bild av detta fornminne      |
| Turinge 9:1                   | Gravfält                |              | Turinge, Södermanland |               | 59.180505, 17.466266 | 10010100090001 | Ladda upp en bild av detta fornminne      |
| Turinge 10:1                  | Gravfält                |              | Turinge, Södermanland |               | 59.185671, 17.444153 | 10010100100001 | Ladda upp en bild av detta fornminne      |
| Turinge 11:1                  | Gravfält                |              | Turinge, Södermanland |               | 59.186100, 17.447130 | 10010100110001 | Ladda upp en till bild av detta fornminne |
| Turinge 12:1                  | Hög                     |              | Turinge, Södermanland |               | 59.185513, 17.448444 | 10010100120001 | Ladda upp en bild av detta fornminne      |
| Turinge 12:2                  | Hög                     |              | Turinge, Södermanland |               | 59.185434, 17.448300 | 10010100120002 | Ladda upp en bild av detta fornminne      |
| Turinge 12:3                  | Hög                     |              | Turinge, Södermanland |               | 59.185331, 17.447946 | 10010100120003 | Ladda upp en bild av detta fornminne      |
| Turinge 13:1                  | Hög                     |              | Turinge, Södermanland |               | 59.186047, 17.449867 | 10010100130001 | Ladda upp en bild av detta fornminne      |
| Turinge 14:1                  | Gravfält                |              | Turinge, Södermanland |               | 59.187829, 17.448445 | 10010100140001 | Ladda upp en bild av detta fornminne      |
| Turinge 15:1                  | Hög                     |              | Turinge, Södermanland |               | 59.187166, 17.442111 | 10010100150001 | Ladda upp en bild av detta fornminne      |
| Turinge 16:1                  | Hög                     |              | Turinge, Södermanland |               | 59.187002, 17.445482 | 10010100160001 | Ladda upp en bild av detta fornminne      |
| Turinge 16:2                  | Stensättning            |              | Turinge, Södermanland |               | 59.186770, 17.445367 | 10010100160002 | Ladda upp en bild av detta fornminne      |
| Turinge 17:1                  | Gravfält                |              | Turinge, Södermanland |               | 59.191452, 17.454938 | 10010100170001 | Ladda upp en bild av detta fornminne      |
| Turinge 18:1                  | Gravfält                |              | Turinge, Södermanland |               | 59.188671, 17.428103 | 10010100180001 | Ladda upp en bild av detta fornminne      |
| Turinge 19:1                  | Gravfält                |              | Turinge, Södermanland |               | 59.189904, 17.428298 | 10010100190001 | Ladda upp en bild av detta fornminne      |
| Turinge 20:1                  | Hög                     |              | Turinge, Södermanland |               | 59.187429, 17.424389 | 10010100200001 | Ladda upp en bild av detta fornminne      |
| Turinge 21:1                  | Stensättning            |              | Turinge, Södermanland |               | 59.185333, 17.430323 | 10010100210001 | Ladda upp en bild av detta fornminne      |
| Turinge 22:1                  | Hög                     |              | Turinge, Södermanland |               | 59.194458, 17.446004 | 10010100220001 | Ladda upp en bild av detta fornminne      |
| Kämstaborg (Turinge 23:1)     | Fornborg                |              | Turinge, Södermanland |               | 59.205806, 17.489210 | 10010100230001 | Ladda upp en bild av detta fornminne      |
| Turinge 24:1                  | Gravfält                |              | Turinge, Södermanland |               | 59.205463, 17.500534 | 10010100240001 | Ladda upp en bild av detta fornminne      |
| Turinge 25:1                  | Gravfält                |              | Turinge, Södermanland |               | 59.212596, 17.503291 | 10010100250001 | Ladda upp en bild av detta fornminne      |
| Turinge 26:1                  | Fornborg                |              | Turinge, Södermanland |               | 59.224398, 17.432186 | 10010100260001 | Ladda upp en bild av detta fornminne      |
| Turinge 27:1                  | Röse                    |              | Turinge, Södermanland |               | 59.219889, 17.434849 | 10010100270001 | Ladda upp en bild av detta fornminne      |
| Turinge 28:1                  | Röse                    |              | Turinge, Södermanland |               | 59.218939, 17.432818 | 10010100280001 | Ladda upp en bild av detta fornminne      |
| Turinge 29:1                  | Röse                    |              | Turinge, Södermanland |               | 59.232164, 17.440059 | 10010100290001 | Ladda upp en bild av detta fornminne      |
| Turinge 30:1                  | Röse                    |              | Turinge, Södermanland |               | 59.230784, 17.441735 | 10010100300001 | Ladda upp en bild av detta fornminne      |
| Turinge 31:1                  | Fornborg                |              | Turinge, Södermanland |               | 59.153284, 17.461626 | 10010100310001 | Ladda upp en bild av detta fornminne      |
| Turinge 32:1                  | Röse                    |              | Turinge, Södermanland |               | 59.154977, 17.451220 | 10010100320001 | Ladda upp en bild av detta fornminne      |
| Turinge 34:1                  | Gravfält                |              | Turinge, Södermanland |               | 59.159371, 17.448239 | 10010100340001 | Ladda upp en bild av detta fornminne      |
| Turinge 36:1                  | Röse                    |              | Turinge, Södermanland |               | 59.153858, 17.443844 | 10010100360001 | Ladda upp en bild av detta fornminne      |
| Turinge 38:1                  | Stensättning            |              | Turinge, Södermanland |               | 59.161790, 17.443617 | 10010100380001 | Ladda upp en bild av detta fornminne      |
| Turinge 38:2                  | Stensättning            |              | Turinge, Södermanland |               | 59.161543, 17.444026 | 10010100380002 | Ladda upp en bild av detta fornminne      |
| Turinge 41:1                  | Röse                    |              | Turinge, Södermanland |               | 59.194370, 17.418009 | 10010100410001 | Ladda upp en bild av detta fornminne      |
| Kvarnmora borg (Turinge 42:1) | Fornborg                |              | Turinge, Södermanland |               | 59.195945, 17.403194 | 10010100420001 | Ladda upp en bild av detta fornminne      |
| Turinge 43:1                  | Stensättning            |              | Turinge, Södermanland |               | 59.188797, 17.420130 | 10010100430001 | Ladda upp en bild av detta fornminne      |
| Turinge 44:1                  | Stensättning            |              | Turinge, Södermanland |               | 59.188361, 17.420549 | 10010100440001 | Ladda upp en bild av detta fornminne      |
| Turinge 45:1                  | Stensättning            |              | Turinge, Södermanland |               | 59.188472, 17.422636 | 10010100450001 | Ladda upp en bild av detta fornminne      |
| Turinge 47:1                  | Röse                    |              | Turinge, Södermanland |               | 59.168397, 17.466258 | 10010100470001 | Ladda upp en bild av detta fornminne      |
| Turinge 48:1                  | Gravfält                |              | Turinge, Södermanland |               | 59.156095, 17.474307 | 10010100480001 | Ladda upp en bild av detta fornminne      |
| Turinge 49:1                  | Stensättning            |              | Turinge, Södermanland |               | 59.154877, 17.473895 | 10010100490001 | Ladda upp en bild av detta fornminne      |
| Turinge 51:1                  | Stensättning            |              | Turinge, Södermanland |               | 59.155725, 17.476203 | 10010100510001 | Ladda upp en bild av detta fornminne      |
| Turinge 52:1                  | Stensättning            |              | Turinge, Södermanland |               | 59.153935, 17.478590 | 10010100520001 | Ladda upp en bild av detta fornminne      |
| Turinge 52:2                  | Stensättning            |              | Turinge, Södermanland |               | 59.154116, 17.478210 | 10010100520002 | Ladda upp en bild av detta fornminne      |
| Turinge 52:3                  | Stensättning            |              | Turinge, Södermanland |               | 59.154176, 17.478700 | 10010100520003 | Ladda upp en bild av detta fornminne      |
| Turinge 53:1                  | Stensättning            |              | Turinge, Södermanland |               | 59.151477, 17.474499 | 10010100530001 | Ladda upp en bild av detta fornminne      |
| Turinge 55:1                  | Stensättning            |              | Turinge, Södermanland |               | 59.147874, 17.466039 | 10010100550001 | Ladda upp en bild av detta fornminne      |
| Turinge 56:1                  | Stensättning            |              | Turinge, Södermanland |               | 59.144784, 17.465519 | 10010100560001 | Ladda upp en bild av detta fornminne      |
| Turinge 57:1                  | Stensättning            |              | Turinge, Södermanland |               | 59.185672, 17.431300 | 10010100570001 | Ladda upp en bild av detta fornminne      |
| Turinge 63:1                  | Hög                     |              | Turinge, Södermanland |               | 59.154503, 17.390107 | 10010100630001 | Ladda upp en bild av detta fornminne      |
| Turinge 66:1                  | Hög                     |              | Turinge, Södermanland |               | 59.173058, 17.406169 | 10010100660001 | Ladda upp en bild av detta fornminne      |
| Turinge 67:1                  | Gravfält                |              | Turinge, Södermanland |               | 59.173253, 17.407743 | 10010100670001 | Ladda upp en bild av detta fornminne      |
| Turinge 68:2                  | Hällristning            |              | Turinge, Södermanland |               | 59.174766, 17.464559 | 10010100680002 | Ladda upp en bild av detta fornminne      |
| Turinge 68:3                  | Hällristning            |              | Turinge, Södermanland |               | 59.174758, 17.464542 | 10010100680003 | Ladda upp en bild av detta fornminne      |
| Turinge 68:4                  | Hällristning            |              | Turinge, Södermanland |               | 59.174766, 17.464519 | 10010100680004 | Ladda upp en bild av detta fornminne      |
| Turinge 69:1                  | Stensättning            |              | Turinge, Södermanland |               | 59.187189, 17.446383 | 10010100690001 | Ladda upp en bild av detta fornminne      |
| Turinge 74:1                  | Hällristning            |              | Turinge, Södermanland |               | 59.195437, 17.446818 | 10010100740001 | Ladda upp en bild av detta fornminne      |
| Turinge 80:1                  | Hällristning            |              | Turinge, Södermanland |               | 59.191001, 17.420193 | 10010100800001 | Ladda upp en bild av detta fornminne      |
| Turinge 82:1                  | Stensättning            |              | Turinge, Södermanland |               | 59.202158, 17.449522 | 10010100820001 | Ladda upp en bild av detta fornminne      |
| Turinge 86:1                  | Stensättning            |              | Turinge, Södermanland |               | 59.195872, 17.463362 | 10010100860001 | Ladda upp en bild av detta fornminne      |
| Turinge 87:1                  | Stensättning            |              | Turinge, Södermanland |               | 59.195636, 17.464403 | 10010100870001 | Ladda upp en bild av detta fornminne      |
| Turinge 88:1                  | Stensättning            |              | Turinge, Södermanland |               | 59.201215, 17.415436 | 10010100880001 | Ladda upp en bild av detta fornminne      |
| Turinge 88:2                  | Stensättning            |              | Turinge, Södermanland |               | 59.201352, 17.415484 | 10010100880002 | Ladda upp en bild av detta fornminne      |
| Turinge 95:1                  | Stensättning            |              | Turinge, Södermanland |               | 59.208906, 17.398334 | 10010100950001 | Ladda upp en bild av detta fornminne      |
| Turinge 97:1                  | Stensättning            |              | Turinge, Södermanland |               | 59.190294, 17.470350 | 10010100970001 | Ladda upp en bild av detta fornminne      |
| Turinge 99:1                  | Stensättning            |              | Turinge, Södermanland |               | 59.215143, 17.398589 | 10010100990001 | Ladda upp en bild av detta fornminne      |
| Turinge 100:1                 | Stensättning            |              | Turinge, Södermanland |               | 59.209961, 17.398777 | 10010101000001 | Ladda upp en bild av detta fornminne      |
| Turinge 101:1                 | Gravfält                |              | Turinge, Södermanland |               | 59.226876, 17.423178 | 10010101010001 | Ladda upp en bild av detta fornminne      |
| Turinge 102:1                 | Stensättning            |              | Turinge, Södermanland |               | 59.226849, 17.420758 | 10010101020001 | Ladda upp en bild av detta fornminne      |
| Turinge 103:1                 | Gravfält                |              | Turinge, Södermanland |               | 59.209142, 17.416240 | 10010101030001 | Ladda upp en bild av detta fornminne      |
| Turinge 104:1                 | Gravfält                |              | Turinge, Södermanland |               | 59.212404, 17.415939 | 10010101040001 | Ladda upp en bild av detta fornminne      |
| Turinge 105:1                 | Röse                    |              | Turinge, Södermanland |               | 59.212525, 17.418573 | 10010101050001 | Ladda upp en bild av detta fornminne      |
| Turinge 106:1                 | Gravfält                |              | Turinge, Södermanland |               | 59.205552, 17.420904 | 10010101060001 | Ladda upp en bild av detta fornminne      |
| Gravbacken (Turinge 107:1)    | Gravfält                |              | Turinge, Södermanland |               | 59.201232, 17.417204 | 10010101070001 | Ladda upp en bild av detta fornminne      |
| Turinge 108:1                 | Gravfält                |              | Turinge, Södermanland |               | 59.201485, 17.423353 | 10010101080001 | Ladda upp en bild av detta fornminne      |
| Turinge 111:1                 | Stensättning            |              | Turinge, Södermanland |               | 59.200697, 17.415412 | 10010101110001 | Ladda upp en bild av detta fornminne      |
| Turinge 115:1                 | Gravfält                |              | Turinge, Södermanland |               | 59.205053, 17.416183 | 10010101150001 | Ladda upp en bild av detta fornminne      |
| Turinge 116:1                 | Röse                    |              | Turinge, Södermanland |               | 59.204778, 17.395515 | 10010101160001 | Ladda upp en bild av detta fornminne      |
| Turinge 116:2                 | Stensättning            |              | Turinge, Södermanland |               | 59.204763, 17.396145 | 10010101160002 | Ladda upp en bild av detta fornminne      |
| Turinge 117:1                 | Gravfält                |              | Turinge, Södermanland |               | 59.202212, 17.399670 | 10010101170001 | Ladda upp en bild av detta fornminne      |
| Turinge 118:1                 | Röse                    |              | Turinge, Södermanland |               | 59.208671, 17.388731 | 10010101180001 | Ladda upp en bild av detta fornminne      |
| Turinge 119:1                 | Röse                    |              | Turinge, Södermanland |               | 59.207348, 17.388978 | 10010101190001 | Ladda upp en bild av detta fornminne      |
| Turinge 120:1                 | Röse                    |              | Turinge, Södermanland |               | 59.207669, 17.391039 | 10010101200001 | Ladda upp en bild av detta fornminne      |
| Turinge 120:2                 | Stensättning            |              | Turinge, Södermanland |               | 59.208112, 17.390740 | 10010101200002 | Ladda upp en bild av detta fornminne      |
| Turinge 120:3                 | Stensättning            |              | Turinge, Södermanland |               | 59.207787, 17.390868 | 10010101200003 | Ladda upp en bild av detta fornminne      |
| Turinge 120:4                 | Stensättning            |              | Turinge, Södermanland |               | 59.207610, 17.391509 | 10010101200004 | Ladda upp en bild av detta fornminne      |
| Turinge 121:1                 | Röse                    |              | Turinge, Södermanland |               | 59.209103, 17.385928 | 10010101210001 | Ladda upp en bild av detta fornminne      |
| Turinge 121:2                 | Stensättning            |              | Turinge, Södermanland |               | 59.208993, 17.386082 | 10010101210002 | Ladda upp en bild av detta fornminne      |
| Turinge 121:3                 | Röse                    |              | Turinge, Södermanland |               | 59.208880, 17.386252 | 10010101210003 | Ladda upp en bild av detta fornminne      |
| Turinge 121:4                 | Stensättning            |              | Turinge, Södermanland |               | 59.209203, 17.385722 | 10010101210004 | Ladda upp en bild av detta fornminne      |
| Turinge 122:1                 | Stensättning            |              | Turinge, Södermanland |               | 59.208899, 17.382034 | 10010101220001 | Ladda upp en bild av detta fornminne      |
| Turinge 123:1                 | Röse                    |              | Turinge, Södermanland |               | 59.209979, 17.380901 | 10010101230001 | Ladda upp en bild av detta fornminne      |
| Turinge 124:1                 | Grav- och boplatsområde |              | Turinge, Södermanland |               | 59.209961, 17.392504 | 10010101240001 | Ladda upp en bild av detta fornminne      |
| Turinge 128:1                 | Röse                    |              | Turinge, Södermanland |               | 59.210915, 17.389621 | 10010101280001 | Ladda upp en bild av detta fornminne      |
| Turinge 131:1                 | Stensättning            |              | Turinge, Södermanland |               | 59.211671, 17.392994 | 10010101310001 | Ladda upp en bild av detta fornminne      |
| Turinge 131:2                 | Stensättning            |              | Turinge, Södermanland |               | 59.211544, 17.393129 | 10010101310002 | Ladda upp en bild av detta fornminne      |
| Turinge 132:1                 | Röse                    |              | Turinge, Södermanland |               | 59.209395, 17.404148 | 10010101320001 | Ladda upp en bild av detta fornminne      |
| Turinge 132:2                 | Röse                    |              | Turinge, Södermanland |               | 59.209234, 17.404089 | 10010101320002 | Ladda upp en bild av detta fornminne      |
| Turinge 132:3                 | Stensättning            |              | Turinge, Södermanland |               | 59.209087, 17.403506 | 10010101320003 | Ladda upp en bild av detta fornminne      |
| Turinge 132:4                 | Stensättning            |              | Turinge, Södermanland |               | 59.208873, 17.403427 | 10010101320004 | Ladda upp en bild av detta fornminne      |
| Turinge 133:1                 | Röse                    |              | Turinge, Södermanland |               | 59.208944, 17.405251 | 10010101330001 | Ladda upp en bild av detta fornminne      |
| Turinge 134:1                 | Röse                    |              | Turinge, Södermanland |               | 59.208961, 17.408018 | 10010101340001 | Ladda upp en bild av detta fornminne      |
| Turinge 136:1                 | Hög                     |              | Turinge, Södermanland |               | 59.213082, 17.417684 | 10010101360001 | Ladda upp en bild av detta fornminne      |
| Turinge 137:1                 | Stensättning            |              | Turinge, Södermanland |               | 59.209082, 17.384352 | 10010101370001 | Ladda upp en bild av detta fornminne      |
| Turinge 138:1                 | Gravfält                |              | Turinge, Södermanland |               | 59.212108, 17.406199 | 10010101380001 | Ladda upp en bild av detta fornminne      |
| Turinge 141:1                 | Grav- och boplatsområde |              | Turinge, Södermanland |               | 59.215482, 17.398888 | 10010101410001 | Ladda upp en bild av detta fornminne      |
| Turinge 143:1                 | Röse                    |              | Turinge, Södermanland |               | 59.216608, 17.398435 | 10010101430001 | Ladda upp en bild av detta fornminne      |
| Turinge 144:1                 | Röse                    |              | Turinge, Södermanland |               | 59.215236, 17.404477 | 10010101440001 | Ladda upp en bild av detta fornminne      |
| Turinge 144:2                 | Stensättning            |              | Turinge, Södermanland |               | 59.215030, 17.404399 | 10010101440002 | Ladda upp en bild av detta fornminne      |
| Turinge 145:1                 | Röse                    |              | Turinge, Södermanland |               | 59.215220, 17.406035 | 10010101450001 | Ladda upp en bild av detta fornminne      |
| Turinge 146:1                 | Röse                    |              | Turinge, Södermanland |               | 59.216473, 17.408262 | 10010101460001 | Ladda upp en bild av detta fornminne      |
| Turinge 146:2                 | Röse                    |              | Turinge, Södermanland |               | 59.216435, 17.407980 | 10010101460002 | Ladda upp en bild av detta fornminne      |
| Turinge 147:1                 | Gravfält                |              | Turinge, Södermanland |               | 59.215395, 17.413249 | 10010101470001 | Ladda upp en bild av detta fornminne      |
| Turinge 148:1                 | Grav- och boplatsområde |              | Turinge, Södermanland |               | 59.214016, 17.409907 | 10010101480001 | Ladda upp en bild av detta fornminne      |
| Turinge 149:1                 | Röse                    |              | Turinge, Södermanland |               | 59.213392, 17.424210 | 10010101490001 | Ladda upp en bild av detta fornminne      |
| Turinge 149:2                 | Röse                    |              | Turinge, Södermanland |               | 59.213273, 17.424363 | 10010101490002 | Ladda upp en bild av detta fornminne      |
| Turinge 151:1                 | Stensättning            |              | Turinge, Södermanland |               | 59.190297, 17.471399 | 10010101510001 | Ladda upp en bild av detta fornminne      |
| Turinge 151:2                 | Stensättning            |              | Turinge, Södermanland |               | 59.190146, 17.471186 | 10010101510002 | Ladda upp en bild av detta fornminne      |
| Turinge 152:1                 | Gravfält                |              | Turinge, Södermanland |               | 59.189815, 17.467677 | 10010101520001 | Ladda upp en bild av detta fornminne      |
| Turinge 152:2                 | Hällristning            |              | Turinge, Södermanland |               | 59.190078, 17.466733 | 10010101520002 | Ladda upp en bild av detta fornminne      |
| Turinge 154:2                 | Stensättning            |              | Turinge, Södermanland |               | 59.189310, 17.477548 | 10010101540002 | Ladda upp en bild av detta fornminne      |
| Turinge 157:2                 | Stensättning            |              | Turinge, Södermanland |               | 59.179850, 17.467372 | 10010101570002 | Ladda upp en bild av detta fornminne      |
| Turinge 157:3                 | Stensättning            |              | Turinge, Södermanland |               | 59.179995, 17.467431 | 10010101570003 | Ladda upp en bild av detta fornminne      |
| Turinge 159:1                 | Stensättning            |              | Turinge, Södermanland |               | 59.190255, 17.475577 | 10010101590001 | Ladda upp en bild av detta fornminne      |
| Turinge 159:2                 | Stensättning            |              | Turinge, Södermanland |               | 59.190081, 17.476184 | 10010101590002 | Ladda upp en bild av detta fornminne      |
| Turinge 160:1                 | Röse                    |              | Turinge, Södermanland |               | 59.194776, 17.480069 | 10010101600001 | Ladda upp en bild av detta fornminne      |
| Turinge 162:1                 | Röse                    |              | Turinge, Södermanland |               | 59.180024, 17.485411 | 10010101620001 | Ladda upp en bild av detta fornminne      |
| Turinge 162:2                 | Röse                    |              | Turinge, Södermanland |               | 59.180013, 17.485882 | 10010101620002 | Ladda upp en bild av detta fornminne      |
| Turinge 162:3                 | Stensättning            |              | Turinge, Södermanland |               | 59.180032, 17.485656 | 10010101620003 | Ladda upp en bild av detta fornminne      |
| Turinge 164:1                 | Stensättning            |              | Turinge, Södermanland |               | 59.188871, 17.474496 | 10010101640001 | Ladda upp en bild av detta fornminne      |
| Turinge 164:2                 | Hällristning            |              | Turinge, Södermanland |               | 59.188808, 17.474863 | 10010101640002 | Ladda upp en bild av detta fornminne      |
| Turinge 170:1                 | Gravfält                |              | Turinge, Södermanland |               | 59.205098, 17.519681 | 10010101700001 | Ladda upp en bild av detta fornminne      |
| Turinge 171:1                 | Stensättning            |              | Turinge, Södermanland |               | 59.205545, 17.521697 | 10010101710001 | Ladda upp en bild av detta fornminne      |
| Turinge 172:1                 | Stensättning            |              | Turinge, Södermanland |               | 59.203575, 17.526635 | 10010101720001 | Ladda upp en bild av detta fornminne      |
| Turinge 172:2                 | Stensättning            |              | Turinge, Södermanland |               | 59.203407, 17.526383 | 10010101720002 | Ladda upp en bild av detta fornminne      |
| Turinge 173:1                 | Gravfält                |              | Turinge, Södermanland |               | 59.204210, 17.518033 | 10010101730001 | Ladda upp en bild av detta fornminne      |
| Turinge 174:1                 | Hög                     |              | Turinge, Södermanland |               | 59.204222, 17.516861 | 10010101740001 | Ladda upp en bild av detta fornminne      |
| Turinge 174:2                 | Hög                     |              | Turinge, Södermanland |               | 59.204348, 17.516917 | 10010101740002 | Ladda upp en bild av detta fornminne      |
| Turinge 174:3                 | Hög                     |              | Turinge, Södermanland |               | 59.204106, 17.516805 | 10010101740003 | Ladda upp en bild av detta fornminne      |
| Turinge 175:1                 | Gravfält                |              | Turinge, Södermanland |               | 59.204469, 17.515848 | 10010101750001 | Ladda upp en bild av detta fornminne      |
| Turinge 176:1                 | Gravfält                |              | Turinge, Södermanland |               | 59.199350, 17.533343 | 10010101760001 | Ladda upp en bild av detta fornminne      |
| Turinge 178:1                 | Gravfält                |              | Turinge, Södermanland |               | 59.205210, 17.514584 | 10010101780001 | Ladda upp en bild av detta fornminne      |
| Turinge 181:1                 | Gravfält                |              | Turinge, Södermanland |               | 59.204749, 17.535111 | 10010101810001 | Ladda upp en bild av detta fornminne      |
| Turinge 194:1                 | Stensättning            |              | Turinge, Södermanland |               | 59.212141, 17.394500 | 10010101940001 | Ladda upp en bild av detta fornminne      |
| Turinge 201:1                 | Hällristning            |              | Turinge, Södermanland |               | 59.188374, 17.465181 | 10010102010001 | Ladda upp en bild av detta fornminne      |
| Turinge 201:2                 | Hällristning            |              | Turinge, Södermanland |               | 59.188416, 17.465112 | 10010102010002 | Ladda upp en bild av detta fornminne      |
| Turinge 202:1                 | Hällristning            |              | Turinge, Södermanland |               | 59.188195, 17.466034 | 10010102020001 | Ladda upp en bild av detta fornminne      |
| Turinge 203:1                 | Hällristning            |              | Turinge, Södermanland |               | 59.187181, 17.467314 | 10010102030001 | Ladda upp en bild av detta fornminne      |
| Turinge 204:1                 | Hällristning            |              | Turinge, Södermanland |               | 59.187050, 17.467785 | 10010102040001 | Ladda upp en bild av detta fornminne      |
| Turinge 204:2                 | Hällristning            |              | Turinge, Södermanland |               | 59.187052, 17.467813 | 10010102040002 | Ladda upp en bild av detta fornminne      |
| Turinge 205:1                 | Hällristning            |              | Turinge, Södermanland |               | 59.187246, 17.471380 | 10010102050001 | Ladda upp en bild av detta fornminne      |
| Turinge 205:2                 | Hällristning            |              | Turinge, Södermanland |               | 59.187283, 17.471167 | 10010102050002 | Ladda upp en bild av detta fornminne      |
| Turinge 207:1                 | Hällristning            |              | Turinge, Södermanland |               | 59.186855, 17.472004 | 10010102070001 | Ladda upp en bild av detta fornminne      |
| Turinge 207:2                 | Hällristning            |              | Turinge, Södermanland |               | 59.186791, 17.472052 | 10010102070002 | Ladda upp en bild av detta fornminne      |
| Turinge 208:1                 | Hällristning            |              | Turinge, Södermanland |               | 59.186673, 17.478365 | 10010102080001 | Ladda upp en bild av detta fornminne      |
| Turinge 209:1                 | Hällristning            |              | Turinge, Södermanland |               | 59.186667, 17.481231 | 10010102090001 | Ladda upp en bild av detta fornminne      |
| Turinge 210:1                 | Hällristning            |              | Turinge, Södermanland |               | 59.185714, 17.487096 | 10010102100001 | Ladda upp en bild av detta fornminne      |
| Turinge 213:1                 | Hällristning            |              | Turinge, Södermanland |               | 59.186211, 17.456282 | 10010102130001 | Ladda upp en bild av detta fornminne      |
| Turinge 214:1                 | Hällristning            |              | Turinge, Södermanland |               | 59.186363, 17.458254 | 10010102140001 | Ladda upp en bild av detta fornminne      |
| Turinge 215:1                 | Hällristning            |              | Turinge, Södermanland |               | 59.177372, 17.462096 | 10010102150001 | Ladda upp en bild av detta fornminne      |
| Turinge 216:1                 | Hällristning            |              | Turinge, Södermanland |               | 59.176966, 17.463368 | 10010102160001 | Ladda upp en bild av detta fornminne      |
| Turinge 217:1                 | Hällristning            |              | Turinge, Södermanland |               | 59.177825, 17.460445 | 10010102170001 | Ladda upp en bild av detta fornminne      |
| Turinge 218:1                 | Hällristning            |              | Turinge, Södermanland |               | 59.177995, 17.463699 | 10010102180001 | Ladda upp en bild av detta fornminne      |
| Turinge 219:1                 | Hällristning            |              | Turinge, Södermanland |               | 59.175647, 17.463750 | 10010102190001 | Ladda upp en bild av detta fornminne      |
| Turinge 219:2                 | Hällristning            |              | Turinge, Södermanland |               | 59.175569, 17.463949 | 10010102190002 | Ladda upp en bild av detta fornminne      |
| Turinge 220:1                 | Hällristning            |              | Turinge, Södermanland |               | 59.177986, 17.469706 | 10010102200001 | Ladda upp en bild av detta fornminne      |
| Turinge 220:2                 | Hällristning            |              | Turinge, Södermanland |               | 59.177987, 17.469750 | 10010102200002 | Ladda upp en bild av detta fornminne      |
| Turinge 221:1                 | Hällristning            |              | Turinge, Södermanland |               | 59.178876, 17.470283 | 10010102210001 | Ladda upp en bild av detta fornminne      |
| Turinge 221:2                 | Hällristning            |              | Turinge, Södermanland |               | 59.179071, 17.470369 | 10010102210002 | Ladda upp en bild av detta fornminne      |
| Turinge 228:1                 | Hällristning            |              | Turinge, Södermanland |               | 59.195738, 17.456029 | 10010102280001 | Ladda upp en bild av detta fornminne      |
| Turinge 229:1                 | Hällristning            |              | Turinge, Södermanland |               | 59.198819, 17.458523 | 10010102290001 | Ladda upp en bild av detta fornminne      |
| Turinge 230:1                 | Hällristning            |              | Turinge, Södermanland |               | 59.189073, 17.467416 | 10010102300001 | Ladda upp en bild av detta fornminne      |
| Turinge 231:1                 | Hällristning            |              | Turinge, Södermanland |               | 59.188776, 17.476100 | 10010102310001 | Ladda upp en bild av detta fornminne      |
| Turinge 232:1                 | Hällristning            |              | Turinge, Södermanland |               | 59.188073, 17.478906 | 10010102320001 | Ladda upp en bild av detta fornminne      |
| Turinge 233:1                 | Hällristning            |              | Turinge, Södermanland |               | 59.188306, 17.481113 | 10010102330001 | Ladda upp en bild av detta fornminne      |
| Turinge 234:1                 | Hällristning            |              | Turinge, Södermanland |               | 59.187584, 17.481843 | 10010102340001 | Ladda upp en bild av detta fornminne      |
| Turinge 235:1                 | Hällristning            |              | Turinge, Södermanland |               | 59.187132, 17.483308 | 10010102350001 | Ladda upp en bild av detta fornminne      |
| Turinge 235:2                 | Hällristning            |              | Turinge, Södermanland |               | 59.187209, 17.483110 | 10010102350002 | Ladda upp en bild av detta fornminne      |
| Turinge 235:3                 | Hällristning            |              | Turinge, Södermanland |               | 59.187286, 17.483034 | 10010102350003 | Ladda upp en bild av detta fornminne      |
| Turinge 239:1                 | Stensättning            |              | Turinge, Södermanland |               | 59.203898, 17.446310 | 10010102390001 | Ladda upp en bild av detta fornminne      |
| Turinge 239:2                 | Stensättning            |              | Turinge, Södermanland |               | 59.203579, 17.446460 | 10010102390002 | Ladda upp en bild av detta fornminne      |
| Turinge 240:1                 | Röse                    |              | Turinge, Södermanland |               | 59.203336, 17.447534 | 10010102400001 | Ladda upp en bild av detta fornminne      |
| Turinge 240:2                 | Hällristning            |              | Turinge, Södermanland |               | 59.203339, 17.447712 | 10010102400002 | Ladda upp en bild av detta fornminne      |
| Turinge 241:1                 | Hällristning            |              | Turinge, Södermanland |               | 59.203073, 17.448774 | 10010102410001 | Ladda upp en bild av detta fornminne      |
| Turinge 242:1                 | Hällristning            |              | Turinge, Södermanland |               | 59.200001, 17.446755 | 10010102420001 | Ladda upp en bild av detta fornminne      |
| Turinge 243:1                 | Hällristning            |              | Turinge, Södermanland |               | 59.199104, 17.445344 | 10010102430001 | Ladda upp en bild av detta fornminne      |
| Turinge 243:2                 | Hällristning            |              | Turinge, Södermanland |               | 59.199128, 17.446310 | 10010102430002 | Ladda upp en bild av detta fornminne      |
| Turinge 244:1                 | Hällristning            |              | Turinge, Södermanland |               | 59.199271, 17.450803 | 10010102440001 | Ladda upp en bild av detta fornminne      |
| Turinge 252:1                 | Hällristning            |              | Turinge, Södermanland |               | 59.214114, 17.402937 | 10010102520001 | Ladda upp en bild av detta fornminne      |
| Turinge 256:1                 | Hällristning            |              | Turinge, Södermanland |               | 59.207376, 17.391253 | 10010102560001 | Ladda upp en bild av detta fornminne      |
| Turinge 257:1                 | Hällristning            |              | Turinge, Södermanland |               | 59.207658, 17.390833 | 10010102570001 | Ladda upp en bild av detta fornminne      |
| Turinge 258:1                 | Hällristning            |              | Turinge, Södermanland |               | 59.207615, 17.394561 | 10010102580001 | Ladda upp en bild av detta fornminne      |
| Turinge 259:1                 | Hällristning            |              | Turinge, Södermanland |               | 59.209641, 17.391686 | 10010102590001 | Ladda upp en bild av detta fornminne      |
| Turinge 263:1                 | Stensättning            |              | Turinge, Södermanland |               | 59.171536, 17.449718 | 10010102630001 | Ladda upp en bild av detta fornminne      |
| Turinge 265:1                 | Hällristning            |              | Turinge, Södermanland |               | 59.202164, 17.449942 | 10010102650001 | Ladda upp en bild av detta fornminne      |
| Turinge 266:1                 | Hällristning            |              | Turinge, Södermanland |               | 59.202794, 17.450473 | 10010102660001 | Ladda upp en bild av detta fornminne      |
| Turinge 267:1                 | Hällristning            |              | Turinge, Södermanland |               | 59.203910, 17.445400 | 10010102670001 | Ladda upp en bild av detta fornminne      |
| Turinge 268:1                 | Hällristning            |              | Turinge, Södermanland |               | 59.203994, 17.441073 | 10010102680001 | Ladda upp en bild av detta fornminne      |
| Turinge 269:1                 | Hällristning            |              | Turinge, Södermanland |               | 59.203996, 17.440471 | 10010102690001 | Ladda upp en bild av detta fornminne      |
| Turinge 270:1                 | Hällristning            |              | Turinge, Södermanland |               | 59.203009, 17.446633 | 10010102700001 | Ladda upp en bild av detta fornminne      |
| Turinge 271:1                 | Hällristning            |              | Turinge, Södermanland |               | 59.202958, 17.446890 | 10010102710001 | Ladda upp en bild av detta fornminne      |
| Turinge 302:1                 | Stensättning            |              | Turinge, Södermanland |               | 59.225872, 17.420527 | 10010103020001 | Ladda upp en bild av detta fornminne      |
| Turinge 302:2                 | Stensättning            |              | Turinge, Södermanland |               | 59.225962, 17.420566 | 10010103020002 | Ladda upp en bild av detta fornminne      |
| Turinge 302:3                 | Stensättning            |              | Turinge, Södermanland |               | 59.225960, 17.420723 | 10010103020003 | Ladda upp en bild av detta fornminne      |
| Turinge 303:1                 | Gravfält                |              | Turinge, Södermanland |               | 59.240798, 17.386320 | 10010103030001 | Ladda upp en bild av detta fornminne      |
| Turinge 304:1                 | Röse                    |              | Turinge, Södermanland |               | 59.234120, 17.417545 | 10010103040001 | Ladda upp en bild av detta fornminne      |
| Turinge 304:2                 | Röse                    |              | Turinge, Södermanland |               | 59.234035, 17.417207 | 10010103040002 | Ladda upp en bild av detta fornminne      |
| Turinge 305:1                 | Gravfält                |              | Turinge, Södermanland |               | 59.229608, 17.358904 | 10010103050001 | Ladda upp en bild av detta fornminne      |
| Turinge 306:1                 | Stensättning            |              | Turinge, Södermanland |               | 59.229658, 17.362427 | 10010103060001 | Ladda upp en bild av detta fornminne      |
| Turinge 307:1                 | Stensättning            |              | Turinge, Södermanland |               | 59.232478, 17.354241 | 10010103070001 | Ladda upp en bild av detta fornminne      |
| Turinge 307:2                 | Stensättning            |              | Turinge, Södermanland |               | 59.232476, 17.354465 | 10010103070002 | Ladda upp en bild av detta fornminne      |
| Turinge 307:3                 | Stensättning            |              | Turinge, Södermanland |               | 59.232581, 17.354315 | 10010103070003 | Ladda upp en bild av detta fornminne      |
| Turinge 308:1                 | Röse                    |              | Turinge, Södermanland |               | 59.214906, 17.409560 | 10010103080001 | Ladda upp en bild av detta fornminne      |
| Turinge 310:1                 | Gravfält                |              | Turinge, Södermanland |               | 59.208861, 17.399924 | 10010103100001 | Ladda upp en bild av detta fornminne      |
| Turinge 311:1                 | Gravfält                |              | Turinge, Södermanland |               | 59.209603, 17.399527 | 10010103110001 | Ladda upp en bild av detta fornminne      |
| Turinge 312:1                 | Gravfält                |              | Turinge, Södermanland |               | 59.209917, 17.401181 | 10010103120001 | Ladda upp en bild av detta fornminne      |
| Turinge 313:1                 | Stensättning            |              | Turinge, Södermanland |               | 59.208789, 17.401936 | 10010103130001 | Ladda upp en bild av detta fornminne      |
| Turinge 314:1                 | Stensättning            |              | Turinge, Södermanland |               | 59.208130, 17.398794 | 10010103140001 | Ladda upp en bild av detta fornminne      |
| Turinge 314:2                 | Stensättning            |              | Turinge, Södermanland |               | 59.208265, 17.398765 | 10010103140002 | Ladda upp en bild av detta fornminne      |
| Turinge 314:3                 | Stensättning            |              | Turinge, Södermanland |               | 59.208364, 17.398716 | 10010103140003 | Ladda upp en bild av detta fornminne      |
| Turinge 316:1                 | Gravfält                |              | Turinge, Södermanland |               | 59.210969, 17.398785 | 10010103160001 | Ladda upp en bild av detta fornminne      |
| Turinge 317:1                 | Stensättning            |              | Turinge, Södermanland |               | 59.218784, 17.416679 | 10010103170001 | Ladda upp en bild av detta fornminne      |
| Turinge 318:1                 | Stensättning            |              | Turinge, Södermanland |               | 59.234724, 17.419294 | 10010103180001 | Ladda upp en bild av detta fornminne      |
| Turinge 319:1                 | Stensättning            |              | Turinge, Södermanland |               | 59.196839, 17.421969 | 10010103190001 | Ladda upp en bild av detta fornminne      |
| Turinge 320:1                 | Hällristning            |              | Turinge, Södermanland |               | 59.225075, 17.417764 | 10010103200001 | Ladda upp en bild av detta fornminne      |
| Turinge 404:1                 | Stensättning            |              | Turinge, Södermanland |               | 59.209028, 17.426894 | 10010104040001 | Ladda upp en bild av detta fornminne      |
| Turinge 405:1                 | Grav- och boplatsområde |              | Turinge, Södermanland |               | 59.206499, 17.427643 | 10010104050001 | Ladda upp en bild av detta fornminne      |
| Turinge 406:1                 | Stensättning            |              | Turinge, Södermanland |               | 59.204053, 17.430499 | 10010104060001 | Ladda upp en bild av detta fornminne      |
| Turinge 407:1                 | Stensättning            |              | Turinge, Södermanland |               | 59.202854, 17.430084 | 10010104070001 | Ladda upp en bild av detta fornminne      |
| Turinge 408:1                 | Hög                     |              | Turinge, Södermanland |               | 59.204170, 17.433129 | 10010104080001 | Ladda upp en bild av detta fornminne      |
| Turinge 412:1                 | Gravfält                |              | Turinge, Södermanland |               | 59.201238, 17.424776 | 10010104120001 | Ladda upp en bild av detta fornminne      |
| Turinge 413:1                 | Stensättning            |              | Turinge, Södermanland |               | 59.201098, 17.425801 | 10010104130001 | Ladda upp en bild av detta fornminne      |
| Turinge 413:2                 | Hög                     |              | Turinge, Södermanland |               | 59.201106, 17.426414 | 10010104130002 | Ladda upp en bild av detta fornminne      |
| Turinge 414:1                 | Stensättning            |              | Turinge, Södermanland |               | 59.201057, 17.430259 | 10010104140001 | Ladda upp en bild av detta fornminne      |
| Turinge 415:1                 | Stensättning            |              | Turinge, Södermanland |               | 59.197023, 17.426216 | 10010104150001 | Ladda upp en bild av detta fornminne      |
| Turinge 415:2                 | Stensättning            |              | Turinge, Södermanland |               | 59.197164, 17.426519 | 10010104150002 | Ladda upp en bild av detta fornminne      |
| Turinge 416:1                 | Gravfält                |              | Turinge, Södermanland |               | 59.199810, 17.438063 | 10010104160001 | Ladda upp en bild av detta fornminne      |
| Sö 338 (Turinge 417:1)        | Runristning             |              | Turinge, Södermanland | Turinge kyrka | 59.196024, 17.441353 | 10010104170001 | Ladda upp en till bild av detta fornminne |
| Turinge 418:1                 | Hög                     |              | Turinge, Södermanland |               | 59.203857, 17.441572 | 10010104180001 | Ladda upp en bild av detta fornminne      |
| Turinge 418:2                 | Hällristning            |              | Turinge, Södermanland |               | 59.203953, 17.441746 | 10010104180002 | Ladda upp en bild av detta fornminne      |
| Turinge 420:1                 | Gravfält                |              | Turinge, Södermanland |               | 59.205720, 17.442004 | 10010104200001 | Ladda upp en bild av detta fornminne      |
| Turinge 421:1                 | Stensättning            |              | Turinge, Södermanland |               | 59.203859, 17.449152 | 10010104210001 | Ladda upp en bild av detta fornminne      |
| Turinge 423:1                 | Stensättning            |              | Turinge, Södermanland |               | 59.203444, 17.451079 | 10010104230001 | Ladda upp en bild av detta fornminne      |
| Turinge 424:1                 | Hög                     |              | Turinge, Södermanland |               | 59.201163, 17.449066 | 10010104240001 | Ladda upp en bild av detta fornminne      |
| Turinge 426:2                 | Hög                     |              | Turinge, Södermanland |               | 59.203432, 17.453039 | 10010104260002 | Ladda upp en bild av detta fornminne      |
| Turinge 426:4                 | Hög                     |              | Turinge, Södermanland |               | 59.203172, 17.453029 | 10010104260004 | Ladda upp en bild av detta fornminne      |
| Turinge 430:1                 | Stensättning            |              | Turinge, Södermanland |               | 59.196427, 17.466884 | 10010104300001 | Ladda upp en bild av detta fornminne      |
| Turinge 432:1                 | Stensättning            |              | Turinge, Södermanland |               | 59.196539, 17.465681 | 10010104320001 | Ladda upp en bild av detta fornminne      |
| Turinge 435:1                 | Hällristning            |              | Turinge, Södermanland |               | 59.186839, 17.479656 | 10010104350001 | Ladda upp en bild av detta fornminne      |
| Turinge 435:2                 | Hällristning            |              | Turinge, Södermanland |               | 59.186790, 17.479448 | 10010104350002 | Ladda upp en bild av detta fornminne      |
| Turinge 435:3                 | Hällristning            |              | Turinge, Södermanland |               | 59.186713, 17.479571 | 10010104350003 | Ladda upp en bild av detta fornminne      |
| Turinge 435:4                 | Hällristning            |              | Turinge, Södermanland |               | 59.186620, 17.479556 | 10010104350004 | Ladda upp en bild av detta fornminne      |
| Turinge 437:1                 | Hällristning            |              | Turinge, Södermanland |               | 59.184764, 17.491176 | 10010104370001 | Ladda upp en bild av detta fornminne      |
| Turinge 438:1                 | Stensättning            |              | Turinge, Södermanland |               | 59.185890, 17.488641 | 10010104380001 | Ladda upp en bild av detta fornminne      |
| Turinge 439:1                 | Hällristning            |              | Turinge, Södermanland |               | 59.191536, 17.461567 | 10010104390001 | Ladda upp en bild av detta fornminne      |
| Turinge 440:1                 | Hällristning            |              | Turinge, Södermanland |               | 59.191480, 17.459041 | 10010104400001 | Ladda upp en bild av detta fornminne      |
| Turinge 441:1                 | Hällristning            |              | Turinge, Södermanland |               | 59.190452, 17.465703 | 10010104410001 | Ladda upp en bild av detta fornminne      |
| Turinge 442:1                 | Röse                    |              | Turinge, Södermanland |               | 59.201310, 17.403785 | 10010104420001 | Ladda upp en bild av detta fornminne      |
| Turinge 453:1                 | Hällristning            |              | Turinge, Södermanland |               | 59.186412, 17.483705 | 10010104530001 | Ladda upp en bild av detta fornminne      |
| Turinge 453:3                 | Hällristning            |              | Turinge, Södermanland |               | 59.186402, 17.483880 | 10010104530003 | Ladda upp en bild av detta fornminne      |
| Turinge 454:1                 | Hällristning            |              | Turinge, Södermanland |               | 59.185106, 17.475599 | 10010104540001 | Ladda upp en bild av detta fornminne      |
| Turinge 454:2                 | Hällristning            |              | Turinge, Södermanland |               | 59.185043, 17.475615 | 10010104540002 | Ladda upp en bild av detta fornminne      |
| Turinge 454:3                 | Hällristning            |              | Turinge, Södermanland |               | 59.185195, 17.475653 | 10010104540003 | Ladda upp en bild av detta fornminne      |
| Turinge 455:1                 | Hällristning            |              | Turinge, Södermanland |               | 59.185638, 17.473565 | 10010104550001 | Ladda upp en bild av detta fornminne      |
| Turinge 455:2                 | Hällristning            |              | Turinge, Södermanland |               | 59.185575, 17.473477 | 10010104550002 | Ladda upp en bild av detta fornminne      |
| Turinge 455:3                 | Hällristning            |              | Turinge, Södermanland |               | 59.185814, 17.473477 | 10010104550003 | Ladda upp en bild av detta fornminne      |
| Turinge 455:4                 | Hällristning            |              | Turinge, Södermanland |               | 59.185811, 17.473395 | 10010104550004 | Ladda upp en bild av detta fornminne      |
| Turinge 456:1                 | Hällristning            |              | Turinge, Södermanland |               | 59.187023, 17.471359 | 10010104560001 | Ladda upp en bild av detta fornminne      |
| Turinge 456:2                 | Hällristning            |              | Turinge, Södermanland |               | 59.187034, 17.471496 | 10010104560002 | Ladda upp en bild av detta fornminne      |
| Turinge 456:3                 | Hällristning            |              | Turinge, Södermanland |               | 59.186968, 17.471498 | 10010104560003 | Ladda upp en bild av detta fornminne      |
| Turinge 456:4                 | Hällristning            |              | Turinge, Södermanland |               | 59.186922, 17.471660 | 10010104560004 | Ladda upp en bild av detta fornminne      |
| Turinge 457:1                 | Hällristning            |              | Turinge, Södermanland |               | 59.187688, 17.471147 | 10010104570001 | Ladda upp en bild av detta fornminne      |
| Turinge 457:2                 | Hällristning            |              | Turinge, Södermanland |               | 59.187681, 17.471120 | 10010104570002 | Ladda upp en bild av detta fornminne      |
| Turinge 459:1                 | Hällristning            |              | Turinge, Södermanland |               | 59.184271, 17.465624 | 10010104590001 | Ladda upp en bild av detta fornminne      |
| Turinge 460:1                 | Hällristning            |              | Turinge, Södermanland |               | 59.182596, 17.470172 | 10010104600001 | Ladda upp en bild av detta fornminne      |
| Turinge 461:2                 | Hällristning            |              | Turinge, Södermanland |               | 59.191762, 17.459330 | 10010104610002 | Ladda upp en bild av detta fornminne      |
| Turinge 461:3                 | Hällristning            |              | Turinge, Södermanland |               | 59.192196, 17.459972 | 10010104610003 | Ladda upp en bild av detta fornminne      |
| Turinge 462:1                 | Hällristning            |              | Turinge, Södermanland |               | 59.190497, 17.460234 | 10010104620001 | Ladda upp en bild av detta fornminne      |
| Turinge 462:2                 | Hällristning            |              | Turinge, Södermanland |               | 59.190405, 17.460376 | 10010104620002 | Ladda upp en bild av detta fornminne      |
| Turinge 463:1                 | Hällristning            |              | Turinge, Södermanland |               | 59.188407, 17.455310 | 10010104630001 | Ladda upp en bild av detta fornminne      |
| Turinge 463:2                 | Hällristning            |              | Turinge, Södermanland |               | 59.188382, 17.455187 | 10010104630002 | Ladda upp en bild av detta fornminne      |
| Turinge 471:1                 | Stensättning            |              | Turinge, Södermanland |               | 59.172689, 17.408637 | 10010104710001 | Ladda upp en bild av detta fornminne      |
| Turinge 473:3                 | Hällristning            |              | Turinge, Södermanland |               | 59.184107, 17.461369 | 10010104730003 | Ladda upp en bild av detta fornminne      |
| Turinge 475:1                 | Stensättning            |              | Turinge, Södermanland |               | 59.183075, 17.423222 | 10010104750001 | Ladda upp en bild av detta fornminne      |
| Turinge 476:1                 | Röse                    |              | Turinge, Södermanland |               | 59.176009, 17.473584 | 10010104760001 | Ladda upp en bild av detta fornminne      |
| Turinge 479:1                 | Hällristning            |              | Turinge, Södermanland |               | 59.190363, 17.467521 | 10010104790001 | Ladda upp en bild av detta fornminne      |
| Turinge 480:1                 | Hällristning            |              | Turinge, Södermanland |               | 59.187586, 17.467856 | 10010104800001 | Ladda upp en bild av detta fornminne      |
| Turinge 484:1                 | Hällristning            |              | Turinge, Södermanland |               | 59.188118, 17.467468 | 10010104840001 | Ladda upp en bild av detta fornminne      |
| Turinge 489:1                 | Hällristning            |              | Turinge, Södermanland |               | 59.179591, 17.453689 | 10010104890001 | Ladda upp en bild av detta fornminne      |
| Turinge 490:1                 | Hällristning            |              | Turinge, Södermanland |               | 59.182763, 17.477883 | 10010104900001 | Ladda upp en bild av detta fornminne      |
| Turinge 490:2                 | Hällristning            |              | Turinge, Södermanland |               | 59.182961, 17.477880 | 10010104900002 | Ladda upp en bild av detta fornminne      |
| Turinge 490:3                 | Hällristning            |              | Turinge, Södermanland |               | 59.183407, 17.478017 | 10010104900003 | Ladda upp en bild av detta fornminne      |
| Turinge 491:1                 | Hällristning            |              | Turinge, Södermanland |               | 59.182479, 17.478375 | 10010104910001 | Ladda upp en bild av detta fornminne      |
| Turinge 492:1                 | Hällristning            |              | Turinge, Södermanland |               | 59.182080, 17.477684 | 10010104920001 | Ladda upp en bild av detta fornminne      |
| Turinge 494:1                 | Grav- och boplatsområde |              | Turinge, Södermanland |               | 59.182594, 17.478870 | 10010104940001 | Ladda upp en bild av detta fornminne      |
| Turinge 495                   | Stensättning            |              | Turinge, Södermanland |               | 59.159116, 17.331981 | 12000000003767 | Ladda upp en bild av detta fornminne      |
| Turinge 496                   | Stensättning            |              | Turinge, Södermanland |               | 59.159183, 17.332183 | 12000000003768 | Ladda upp en bild av detta fornminne      |
| Turinge 497                   | Stensättning            |              | Turinge, Södermanland |               | 59.159157, 17.332018 | 12000000003769 | Ladda upp en bild av detta fornminne      |
| Turinge 499                   | Hällristning            |              | Turinge, Södermanland |               | 59.189901, 17.466020 | 12000000003775 | Ladda upp en bild av detta fornminne      |
| Turinge 500                   | Hällristning            |              | Turinge, Södermanland |               | 59.186313, 17.457953 | 12000000003782 | Ladda upp en bild av detta fornminne      |
| Turinge 501                   | Hällristning            |              | Turinge, Södermanland |               | 59.189697, 17.467887 | 12000000003853 | Ladda upp en bild av detta fornminne      |
| Turinge 510                   | Lägenhetsbebyggelse     |              | Turinge, Södermanland |               | 59.204782, 17.457025 | 12000000006872 | Ladda upp en bild av detta fornminne      |
| Turinge 514                   | Stensättning            |              | Turinge, Södermanland |               | 59.203731, 17.446435 | 12000000006879 | Ladda upp en bild av detta fornminne      |
| Turinge 518                   | Stensättning            |              | Turinge, Södermanland |               | 59.203204, 17.450850 | 12000000006908 | Ladda upp en bild av detta fornminne      |
| Turinge 519                   | Stensättning            |              | Turinge, Södermanland |               | 59.203096, 17.450805 | 12000000006909 | Ladda upp en bild av detta fornminne      |
| Turinge 520                   | Stensättning            |              | Turinge, Södermanland |               | 59.203747, 17.452515 | 12000000006910 | Ladda upp en bild av detta fornminne      |
| Haga (Turinge 523)            | Lägenhetsbebyggelse     |              | Turinge, Södermanland |               | 59.200718, 17.456228 | 12000000006914 | Ladda upp en bild av detta fornminne      |
| Turinge 534                   | Hällristning            |              | Turinge, Södermanland |               | 59.198355, 17.451203 | 12000000007026 | Ladda upp en bild av detta fornminne      |
| Turinge 537                   | Stensättning            |              | Turinge, Södermanland |               | 59.194657, 17.450698 | 12000000007132 | Ladda upp en bild av detta fornminne      |
| Turinge 545                   | Hällristning            |              | Turinge, Södermanland |               | 59.201560, 17.459886 | 12000000007152 | Ladda upp en bild av detta fornminne      |
| Turinge 553                   | Hällristning            |              | Turinge, Södermanland |               | 59.198529, 17.448553 | 12000000081779 | Ladda upp en bild av detta fornminne      |
| Turinge 554                   | Hällristning            |              | Turinge, Södermanland |               | 59.198343, 17.451227 | 12000000081781 | Ladda upp en bild av detta fornminne      |
| Turinge 555                   | Hällristning            |              | Turinge, Södermanland |               | 59.182406, 17.471375 | 12000000082474 | Ladda upp en bild av detta fornminne      |
| Turinge 560                   | Stensättning            |              | Turinge, Södermanland |               | 59.191742, 17.460850 | 12000000084560 | Ladda upp en bild av detta fornminne      |
| Turinge 561                   | Hällristning            |              | Turinge, Södermanland |               | 59.191716, 17.463129 | 12000000084561 | Ladda upp en bild av detta fornminne      |
| Turinge 562                   | Hällristning            |              | Turinge, Södermanland |               | 59.192079, 17.461644 | 12000000084563 | Ladda upp en bild av detta fornminne      |
| Turinge 563                   | Hällristning            |              | Turinge, Södermanland |               | 59.176919, 17.464616 | 12000000084698 | Ladda upp en bild av detta fornminne      |
| Turinge 564                   | Hällristning            |              | Turinge, Södermanland |               | 59.177284, 17.461473 | 12000000084700 | Ladda upp en bild av detta fornminne      |
| Turinge 565                   | Hällristning            |              | Turinge, Södermanland |               | 59.177980, 17.470121 | 12000000084703 | Ladda upp en bild av detta fornminne      |
| Turinge 566                   | Hällristning            |              | Turinge, Södermanland |               | 59.178087, 17.471205 | 12000000084705 | Ladda upp en bild av detta fornminne      |
| Turinge 567                   | Hällristning            |              | Turinge, Södermanland |               | 59.178115, 17.463023 | 12000000084707 | Ladda upp en bild av detta fornminne      |
| Turinge 568                   | Hällristning            |              | Turinge, Södermanland |               | 59.178607, 17.463577 | 12000000084710 | Ladda upp en bild av detta fornminne      |
| Turinge 569                   | Hällristning            |              | Turinge, Södermanland |               | 59.178631, 17.470521 | 12000000084712 | Ladda upp en bild av detta fornminne      |
| Turinge 570                   | Hällristning            |              | Turinge, Södermanland |               | 59.179541, 17.467973 | 12000000085135 | Ladda upp en bild av detta fornminne      |
| Turinge 571                   | Hällristning            |              | Turinge, Södermanland |               | 59.179822, 17.467769 | 12000000085137 | Ladda upp en bild av detta fornminne      |
| Turinge 572                   | Hällristning            |              | Turinge, Södermanland |               | 59.179531, 17.468239 | 12000000085139 | Ladda upp en bild av detta fornminne      |
| Turinge 573                   | Hällristning            |              | Turinge, Södermanland |               | 59.178872, 17.470694 | 12000000085141 | Ladda upp en bild av detta fornminne      |
| Turinge 574                   | Hällristning            |              | Turinge, Södermanland |               | 59.180007, 17.469663 | 12000000085143 | Ladda upp en bild av detta fornminne      |
| Turinge 577                   | Hällristning            |              | Turinge, Södermanland |               | 59.175858, 17.460932 | 12000000116791 | Ladda upp en bild av detta fornminne      |
| Turinge 578                   | Hällristning            |              | Turinge, Södermanland |               | 59.177863, 17.455732 | 12000000116793 | Ladda upp en bild av detta fornminne      |
| Turinge 579                   | Hällristning            |              | Turinge, Södermanland |               | 59.176311, 17.461156 | 12000000116795 | Ladda upp en bild av detta fornminne      |
| Turinge 580                   | Hällristning            |              | Turinge, Södermanland |               | 59.176459, 17.458254 | 12000000116797 | Ladda upp en bild av detta fornminne      |
| Turinge 581                   | Hällristning            |              | Turinge, Södermanland |               | 59.175862, 17.460750 | 12000000116799 | Ladda upp en bild av detta fornminne      |
| Turinge 582                   | Hällristning            |              | Turinge, Södermanland |               | 59.177875, 17.456535 | 12000000116801 | Ladda upp en bild av detta fornminne      |
| Turinge 583                   | Hällristning            |              | Turinge, Södermanland |               | 59.177034, 17.457572 | 12000000116803 | Ladda upp en bild av detta fornminne      |
| Turinge 584                   | Hällristning            |              | Turinge, Södermanland |               | 59.176175, 17.458777 | 12000000116805 | Ladda upp en bild av detta fornminne      |
| Turinge 585                   | Hällristning            |              | Turinge, Södermanland |               | 59.176161, 17.458877 | 12000000116807 | Ladda upp en bild av detta fornminne      |
| Turinge 586                   | Hällristning            |              | Turinge, Södermanland |               | 59.177881, 17.456420 | 12000000116809 | Ladda upp en bild av detta fornminne      |
| Turinge 587                   | Hällristning            |              | Turinge, Södermanland |               | 59.176009, 17.461416 | 12000000116811 | Ladda upp en bild av detta fornminne      |
| Turinge 588                   | Hällristning            |              | Turinge, Södermanland |               | 59.177919, 17.456061 | 12000000116813 | Ladda upp en bild av detta fornminne      |
| Turinge 589                   | Hällristning            |              | Turinge, Södermanland |               | 59.175916, 17.460718 | 12000000116815 | Ladda upp en bild av detta fornminne      |
| Turinge 590                   | Hällristning            |              | Turinge, Södermanland |               | 59.176350, 17.465284 | 12000000116839 | Ladda upp en bild av detta fornminne      |
| Turinge 591                   | Hällristning            |              | Turinge, Södermanland |               | 59.176426, 17.465177 | 12000000116841 | Ladda upp en bild av detta fornminne      |
| Turinge 592                   | Hällristning            |              | Turinge, Södermanland |               | 59.175813, 17.465616 | 12000000116844 | Ladda upp en bild av detta fornminne      |
| Turinge 593                   | Hällristning            |              | Turinge, Södermanland |               | 59.176185, 17.463965 | 12000000116846 | Ladda upp en bild av detta fornminne      |
| Turinge 594                   | Hällristning            |              | Turinge, Södermanland |               | 59.176059, 17.464484 | 12000000116849 | Ladda upp en bild av detta fornminne      |
| Turinge 595                   | Hällristning            |              | Turinge, Södermanland |               | 59.176207, 17.464996 | 12000000116851 | Ladda upp en bild av detta fornminne      |
| Turinge 596                   | Hällristning            |              | Turinge, Södermanland |               | 59.176212, 17.465852 | 12000000116854 | Ladda upp en bild av detta fornminne      |
| Turinge 597                   | Hällristning            |              | Turinge, Södermanland |               | 59.176385, 17.465504 | 12000000116856 | Ladda upp en bild av detta fornminne      |
| Turinge 598                   | Hällristning            |              | Turinge, Södermanland |               | 59.176477, 17.465190 | 12000000116858 | Ladda upp en bild av detta fornminne      |
| Turinge 599                   | Hällristning            |              | Turinge, Södermanland |               | 59.175996, 17.464981 | 12000000116860 | Ladda upp en bild av detta fornminne      |
| Turinge 600                   | Hällristning            |              | Turinge, Södermanland |               | 59.174768, 17.464433 | 12000000116875 | Ladda upp en bild av detta fornminne      |
| Turinge 601                   | Hällristning            |              | Turinge, Södermanland |               | 59.175665, 17.463595 | 12000000116877 | Ladda upp en bild av detta fornminne      |
| Turinge 602                   | Hällristning            |              | Turinge, Södermanland |               | 59.175711, 17.463694 | 12000000116879 | Ladda upp en bild av detta fornminne      |
| Turinge 603                   | Hällristning            |              | Turinge, Södermanland |               | 59.185815, 17.487418 | 12000000125219 | Ladda upp en bild av detta fornminne      |
| Turinge 604                   | Hällristning            |              | Turinge, Södermanland |               | 59.182493, 17.477898 | 12000000125221 | Ladda upp en bild av detta fornminne      |
| Turinge 605                   | Hällristning            |              | Turinge, Södermanland |               | 59.182601, 17.478396 | 12000000125223 | Ladda upp en bild av detta fornminne      |
| Turinge 606                   | Hällristning            |              | Turinge, Södermanland |               | 59.184905, 17.482870 | 12000000125225 | Ladda upp en bild av detta fornminne      |